# The Regime (miniserie)
De Brits-Amerikaanse miniserie The Regime (2024) is een politieke satire van de Amerikaanse televisiezender HBO met in de hoofdrollen Kate Winslet, Martha Plimpton, Andrea Riseborough, Matthias Schoenaerts en Hugh Grant. De zesdelige serie ging in wereldpremière op 3 maart 2024.

## Verhaal
Kanselier Elena Vernham voelt haar macht over een land in Centraal Europa wegslippen. Helemaal doorgeslagen durft ze haar paleis niet meer te verlaten en stelt enkel nog een onwaarschijnlijk blind vertrouwen in de soldaat Herbert Zubak, die van de situatie misbruik maakt. De pogingen van de kanselier om alsnog haar heerschappij te redden, lopen faliekant verkeerd af.

## Rolverdeling
De Britse actrice Kate Winslet speelt de hoofdrol van kanselier Elena Vernham, met daarnaast de Belgische acteur Matthias Schoenaerts in de rol van Zubak. Andere grote rollen zijn voor Hugh Grant als oud-kanselier Edward Keplinger, Andrea Riseborough als manager Agnes en Martha Plimpton als VS-senator Judith Holt.

## Productie
Het filmen van de serie in 2023 gebeurde voornamelijk in het Liechtenstein Garden Palace, dat deel uitmaakt van het Liechtenstein Museum in het Oostenrijkse Wenen. Daarnaast werd er ook in het Verenigd Koninkrijk gefilmd.
Op 3 maart 2024 ging de eerste aflevering wereldwijd in première. In de Verenigde Staten en Nederland was dat op de streamingsdienst HBO Max en in België op de streamingsdienst Streamz. Daarna volgden wekelijks de andere vijf afleveringen.

## Afleveringen
| Nr. | Titel                 | Regisseur      | Schrijver                 | Releasedatum  |
| --- | --------------------- | -------------- | ------------------------- | ------------- |
| 1   | "Victory Day"         | Stephen Frears | Will Tracy                | 3 maart 2024  |
| 2   | "The Founding"        | Stephen Frears | Will Tracy                | 10 maart 2024 |
| 3   | "The Heroes' Banquet" | Jessica Hobbs  | Sarah DeLappe Juli Weiner | 17 maart 2024 |
| 4   | "Midnight Feast"      | Stephen Frears | Seth Reiss                | 24 maart 2024 |
| 5   | "All Ye Faithful"     | Jessica Hobbs  | Gary Shteyngart Jen Spyra | 31 maart 2024 |
| 6   | "Don't Yet Rejoice"   | Jessica Hobbs  | Will Tracy                | 7 april 2024  |